# Фергана
Фергана́ (узб. Farg‘ona / Фарғона; в 1877–1907 — Но́вый Маргела́н, в 1907–1924 — Ско́белев) — город в Узбекистане, административный центр Ферганской области.

## Этимология
Город был основан в 1877 году под названием Новый Маргелан, в 12 км от города Маргелан (современное официальное название Маргилан), известного с X века. В основе названия Древнеиранский/иранский «марг» — «луг, лужайка, поляна». В 1907 году город переименован в Скобелев в честь инициатора его создания генерала от инфантерии М. Д. Скобелева. В 1924 году город получил название Фергана по его расположению в Ферганской долине.

## География
Фергана расположена на востоке Узбекистана, в южной части Ферганской долины, на высоте 580 метров над уровнем моря.
Город находится приблизительно в 420 км к востоку от столицы страны — Ташкента и в 75 км к юго-западу от Андижана. Территория Ферганы — 95,6 км².
Северная часть Ферганской области занята степями Каракалпакской и Язъяванской, а с юга окружена Алайским хребтом. Ферганская область — зона повышенной сейсмичности. Климат континентальный, зима мягкая, но иногда очень холодная. Средняя температура января — 3,2 С, июля — 28 С. Самая низкая температура — 27,9 С. Максимальная температура 42 С. Сильный «Кокандский ветер», дующий на западе долины, отрицательно сказывается на климате. Летом на юго-востоке дует гармсиль. Годовое количество осадков колеблется от 100 мм на западе (вокруг Коканда) до 170 мм на востоке и до 270 мм на склонах гор, в основном весной. Вегетационный период 210—240 дней. Река Сырдарья протекает вдоль северо-западной границы области. Исфара, Сох, Шохимардон, Исфайрамсай берут начало от Алайского хребта. Реки пропитаны льдом и снегом. В основном сероземные и лугово-болотные почвы[неизвестный термин], преимущественно голодные[неизвестный термин] и типичные серые[неизвестный термин] почвы на холмах, аллювиально-луговые почвы на террасах Сырдарьи, супесчаные[неизвестный термин] и суглинистые луга в северной части области.
В солончаках Центральной Ферганы растут различные галофиты. В оазисах встречаются тополевые, тутовые, карагачевые, а в долинах рек широколиственные и сосновые леса. Среди диких животных в тугайных лесах Сырдарьи обитают волки, лисы, росомахи, кролики, барсуки, сойки. Акклиматизируются ондатры, нутрии. Много птиц, рептилий. В водоемах водятся такие рыбы как маринка, усач, сазан, амазон[неизвестный термин], белый амур, окунь.

## История
Ферганская область — один из центров древней культуры Узбекистана. Находки предметов из поселений каменного века найденных в этом районе, показывают, что каменные орудия труда использовались людьми в долине с древних времен. Раскопки Большого Ферганского канала сыграли важную роль в изучении археологических памятников региона. При раскопках канала были обнаружены и исследованы памятники эпохи бронзы, рабства и землевладения. Находки V века до нашей эры и раннего средневековья в городе Кува хорошо изучены. Исторические источники с X по XI век утверждают, что этот город был самым большим и процветающим в долине после Ахсиката. Археологические материалы подтверждают, что город Маргилан в X веке был большим селом, а в XI—XII веках принял облик деревни.
Памятники, найденные в поселениях чустской культуры, занимавшихся оседлым земледелием и животноводством, имеют важное значение для изучения Ферганской долины. Археологические раскопки показывают, что Ферганская область издавна была заселена людьми, занимавшимися охотой, земледелием, животноводством, а на более поздних этапах существования человеческого общества начала развиваться культура.
Ученые[какие?] отмечают, что слово «Фергана» было написано в раннем Средневековье согдийским письмом в формах «Паргана», «Прагана» и на санскрите «малый регион»; на персидском языке означает «долина между горами», «закрытая долина». Во II веке до нашей эры его называли «Дован», в раннем Средневековье — «Бохан», «Боханна».
История Ферганы восходит к III—II тысячелетию до нашей эры. С давних времен жители этой земли находились в тесном культурном контакте с другими народами Дальнего Востока, Южной и Средней Азии. Примерами могут служить напоминание об «Андроновской культуре» (III—II тыс. до н. э.), которая очень распространена в этом регионе, или амулет «Двуглавый змей», найденный в Сохском районе. Оружие войны, рабочее оружие, предметы быта и другие предметы этих периодов отличаются от предметов, найденных в других частях Средней Азии.
Открытие Великого шёлкового пути оказало культурное влияние на Фергану. Появление бронзовых очков, монет, шёлковых тканей, железного оружия и других вещей напрямую связано с Великим шёлковым путём.
В раннем Средневековье Фергана стала одним из мостов между Центральной Азией и Китаем, и социально-политическая среда здесь также часто менялась под влиянием этих двух регионов.
Родоначальником династии тюркского происхождения Ихшиди́дов, царствовавших в Египте и Леванте в период распада Аббасидского халифата был ферганский тюрок Джуфф (умер в 861 году). Родом из Ферганы был Аль-Фатх ибн Хакан аль-Фариси (817/8 — 11 декабря 861 года) — аббасидский чиновник тюркского происхождения и один из самых видных деятелей при дворе халифа аль-Мутаваккиля (годы правления 847—861).
При Саманидах тюркские наместники управляли рядом областей. Часто в надписях монет, выпущенных в ферганских городах X века упоминаются сановники тюркского происхождения. На саманидских фельсах ферганских городов отмечены имена таких известных сановников-тюрок, как Бакр б. Малик, Мансур б. Байкара, хаджиб Таш, хаджиб Аяч. На монетах ферганского монетного центра Насрабад середины X века было обозначено имя саманидского эмира и имя владетеля Насрабада тюрка Малика б. Шукр-тегина
Во времена Тимуридов народные промыслы, как и другие отрасли, получили дальнейшее развитие. Например, Маргилан специализировался на производстве шёлка и шёлковых изделий, Риштан — на керамике.
В начале XVIII века представители династии Минг объединили деревни вокруг города Коканда и основали новое ханство. Вскоре после этого Кокандское ханство стало одним из крупнейших, самых могущественных и быстрорастущих государств Центральной Азии.
Получив независимость, Фергана вступила в новый этап развития. По словам первого президента, он получил статус «Фергана — жемчужина Центральной Азии».
Ферганская область — один из самых красивых, уникальных и престижных уголков Узбекистана. В годы независимости большое внимание в регионе уделялось благоустройству и творческой работе. В 1992 году были построены символические ворота Ферганы высотой 14 метров и длиной 26 метров.
С первых лет независимости работы по благоустройству Ферганской области начались с восстановления древних ценностей города. В 1998 году в центре города был разбит большой сад по случаю 1200-летия со дня рождения ферганского ученого, мыслителя Ахмада аль-Фергани.
За годы независимости в регионе произошли три крупных события международного значения. Это 1200-летие Ахмада Фергани, отмечаемое в сотрудничестве с ЮНЕСКО, 910-летие султана фикха Бурханиддина Маргинони, 2000-летие города Маргилана.

### Дореволюционный период
Город был основан в 1876 году. Инициатор создания города — русский генерал, «покоритель Туркестана» М. Д. Скобелев (1843—1882), который длительное время служил в Средней Азии и был, в частности, командующим войсками Ферганской области.
18 июня 1887 года утверждён проект устройства города. Основатель, первый строитель — 2-й военный губернатор Александр Константинович Абрамов.
Местность, где намечалось строительство города, находилась в 10—12 вёрстах от Старого Маргилана, в районе расположения кишлаков Ярмазар, Сум и Чиримган.
Городу предписывалась важная функция — выполнять роль военно-стратегического и административного пункта по обеспечению наиболее надёжного контроля над территорией бывшего Кокандского ханства.
Именно здесь и получила своё начало вновь образуемая область. 2 марта 1876 года военным губернатором области и командующим расположенными в Фергане войсками назначается генерал-майор М. Д. Скобелев.
Явным неудобством оказалось наличие болот в северной и северо-западной части. Осушить их удалось не сразу. Поэтому долгое время малярийная лихорадка приносила городу немало бед.
Выбором названия нового города занималась канцелярия Туркестанского генерал-губернаторства. Уже тогда предлагались наименования «Фергана» или «Ферганск». Остановились на компромиссном решении — Новый Маргелан.
Тип города — военно-административный центр. Планировка, характерная для таких городов: крепость, эспланада и радиально-концентрически расходящиеся от них улицы.
Специалисты, чьи постройки определили первоначальный облик города: военный топограф Жилин, военные инженеры Синклер и Корольков, архитекторы С. В. Леханов, Э. А. Брун, И. Р. Сакович, Г. М. Сваричевский, И. И. Аксентович, А. И. Бот, Бардовский и другие.
На первоначальном этапе облик нового города украсили возведённые тогда здания: офицерское собрание (1878—1879), областное управление, штаб войск, полицейское управление, казначейство, почта (1878—1880), резиденция губернатора (1879—1891), городской сад (парк) (1886—1887), Мариинское училище (1890), женская гимназия, аптека (1894), вокзал (1898), Александро-Невский собор (1899), мужская гимназия, грензавод (1903), электро-технический театр «Аполло» (позже — кинотеатр «Новая Эра») (1908), больница, тюрьма, базар и множество частных магазинов.
До революции в городе не было водопровода и канализации, хотя к тому времени он уже существовал около 40 лет. Решение замостить основные улицы и базары Ферганы было принято только в 1909 году, а до этого в ней не было дорог с твёрдым покрытием.
В декабре 1907 года в 25-летнюю годовщину смерти М. Д. Скобелева в его честь город получил новое название — Скобелев. Была установлена мраморная триумфальная колонна, увенчанная бронзовым бюстом Скобелева работы скульптора А. Л. Обера.

### Советский период
Имя 1-го губернатора Ферганской области город носил до ноября 1924 года, когда был переименован в Фергану.
Фергана росла медленно, являясь, в первую очередь, городом военных и чиновников. Её развитию мешало и то, что она располагалась в стороне от основной железной дороги.
Заметный рост города начался только в XX веке и в особенности после Великой Отечественной войны. 1 мая 1930 года был основан Ферганский педагогический институт.
В период социализма в Фергане было построено значительное количество заводов и промышленных предприятий:
- нефтеперерабатывающий завод,
- завод азотных удобрений,
- завод искусственных кож,
- завод химического волокна,
- завод фурановых соединений,
- гидролизный завод,
- механический завод,
- завод «Газоаппарат» и другие.

Действовали крупные строительно-монтажные организации:
- СМУ-9,
- «Узэлектромонтаж»,
- «Казмонтажавтоматика» (переброшена из Алматы),
- Стройтрест № 8 (переброшен из Красноводска) и многие другие.

Были пущены троллейбусные линии. 12 декабря 1964 года город был награждён орденом Ленина. Он также имел неофициальное название — Жемчужина Востока.

### Период независимости
После событий 1989 года и в связи c оттоком русскоязычного населения из Узбекистана производственный потенциал Ферганы упал более чем на 73 % по сравнению с 1985 годом. Многие заводы закрылись.
Сейчас[когда?] Фергана уже не является тем крупным индустриальным центром, коим она была в конце 80-х годов XX века. За последние 20—25 лет в городе построено лишь несколько современных сооружений — гостиница, теннисный корт, реконструирован городской рынок и облагорожена парковая зона.
Значительно сократилось и количество культурно-развлекательных центров. Из более чем 15 действовавших в 1980-е годы кинотеатров и клубов действует лишь 1. Перепрофилированы библиотеки, закрыто большинство детских спортивных школ и спортклубов.
В 2025 году Советом Глав государств СНГ Фергане присвоено почётное звание почётное звание Содружества Независимых Государств «Город трудовой славы. 1941–1945 гг.».

### Проект реконструкции
В сентябре 2011 года состоялось обсуждение проекта перестройки Ферганы. Разработке проекта предшествовала кропотливая работа на протяжении 2-х лет.
При «УзшахарсозликЛИТИ» была создана специальная группа, в которую вошли самые лучшие проектировщики и градостроители. Генплан реконструкции областного центра рассчитан на поэтапное выполнение в течение 2012—2030 годов.
Внутри города планируется строительство малой кольцевой дороги, что позволит снизить транспортную нагрузку и упорядочить движение автомобилей.
С этой целью продолжается реконструкция улиц Кувасай, Бахор, Ахмада аль-Фергани и Сайилгох, а также строительство новых магистралей.
За черту города выведены масложировой комбинат, «Газоаппарат» и завод фурановых соединений, загрязняющие городскую среду. На их месте проектировщики предложили построить объекты социального назначения.
Центральный стадион «Истиклол», рассчитанный на 20 000 мест, возведён вблизи махалли Чек-Шура. Рядом с ним размещены автокемпинг, торговый комплекс и зоны отдыха.
В соответствии с генпланом, существенную модернизацию претерпит система инженерных коммуникаций, в работу которых будут внедрены современные и энергосберегающие технологии. Это позволит улучшить обеспечение населения чистой питьевой водой, газом и электроэнергией.

### Внутреннее деление
Город делится на 5 районов:
1. Кадири (бывший Ахунбабаевский);
2. Киргули (бывший Киргулийский);
3. Марказ (бывший Центральный);
4. Ойбек (бывший Фрунзенский);
5. Яссавий (бывший Калининский).

## Климат
Климат Ферганы, как и всей долины — континентальный. Зима — мягкая. Средняя температура января составляет +0,2 °C, абсолютный минимум — −25,8 °C. В отдельные зимние дни бывает тёплая погода. Снежный покров непродолжителен.
Лето — жаркое. Средняя температура июля — +27,4 °C, максимальная — +42,2 °C. В июле нередко дует горячий сухой ветер гармсиль, особенно — в западной части. Осадков мало.
| Показатель                    | Янв.  | Фев.  | Март  | Апр. | Май  | Июнь | Июль | Авг. | Сен. | Окт. | Нояб. | Дек. | Год  |
| ----------------------------- | ----- | ----- | ----- | ---- | ---- | ---- | ---- | ---- | ---- | ---- | ----- | ---- | ---- |
| Абсолютный максимум, °C       | 16,3  | 22,0  | 29,0  | 34,4 | 39,0 | 41,0 | 42,2 | 41,4 | 37,1 | 32,6 | 29,0  | 18,0 | 42,2 |
| Средний суточный максимум, °C | 4,6   | 7,6   | 14,7  | 22,3 | 27,6 | 33,1 | 34,7 | 33,6 | 28,8 | 21,2 | 13,4  | 6,2  | 20,7 |
| Средняя температура, °C       | 0,2   | 2,9   | 9,3   | 16,0 | 20,9 | 25,7 | 27,4 | 25,8 | 20,7 | 13,7 | 7,5   | 1,8  | 14,3 |
| Средний суточный минимум, °C  | −2,8  | −0,6  | 4,9   | 10,5 | 14,6 | 18,5 | 20,3 | 18,6 | 13,7 | 8,0  | 3,2   | −1,3 | 9,0  |
| Абсолютный минимум, °C        | −25,8 | −25,5 | −17,9 | −4,8 | 1,2  | 7,4  | 10,1 | 7,8  | 0,5  | −7,4 | −22,8 | −27  | −27  |
| Норма осадков, мм             | 18    | 21    | 25    | 23   | 22   | 11   | 5    | 3    | 6    | 17   | 18    | 24   | 193  |
| Источник: Погода и климат.    |       |       |       |      |      |      |      |      |      |      |       |      |      |

## Население
По состоянию на 1 января 2014 года, численность населения города составляла 340 600 человек, что делало его 3-м по величине городом Ферганской долины.
Первое время после своего основания город был русским. В 1911 году его население состояло из 11 892 человек. Из них русские 7 534 (63 %), сарты 2 590 (22 %). По переписи 1926 года в городе из 14 275 жителей русских было 7 942 (55 %), украинцев — 667 (4,6 %), евреев — 514 (3,6 %), тогда как узбеков — лишь 3 011 (21,0 %).
По состоянию на 2013 год, Фергана практически моноэтнична — из 350 600 жителей города 316 268 являются узбеками (90,0 %).
Помимо узбеков, в Фергане также проживают 12 084 русских (3,4 %), 3 114 таджиков (1,1 %), 2 028 корейца (0,7 %), 626 татар (0,2 %). Также есть азербайджанцы, армяне, евреи, немцы и представители других наций.
Подавляющее большинство населения исповедуют ислам суннитского толка. Также проживают шииты, православные, протестанты и иудеи.

## Герб города
13 ноября 1973 года сессией Ферганского городского Совета депутатов трудящихся утверждён новый герб Ферганы, имеющий следующее описание:
Геральдический щит окаймлён с 3-х сторон лентой с ферганским национальным орнаментом: на голубом поле декоративно переплетаются раскрытые коробочки хлопка.
В центральной части на фоне Государственного флага Узбекской ССР помещены 2 символа: в верхней части — лист чинары, в нижней — силуэт химического промышленного предприятия.
Над листом чинары золотыми буквами надпись на узбекском языке — „Фарғона“. Лист чинары символизирует неповторимую прелесть зелёного убранства города, его своеобразие в обилии вековых чинар, надежно прикрывающих город от лучей палящего солнца.
Силуэт промышленного предприятия характеризует Фергану, как центр высокоразвитой химической и нефтеперерабатывающей промышленности.
Голубая лента оригинального ферганского орнамента отражает культурные традиции города, вклад Ферганы в узбекское национальное искусство.

Раскрытые коробочки хлопка, изображенные в орнаменте, указывают на неразрывную связь промышленного и культурного центра с основной сельскохозяйственной культурой плодородной Ферганской области.

## Экономика

### Промышленность
Фергана — один из самых индустриальных городов. В регионе успехи достигнуты в ведущих отраслях топливно-энергетической, химической, машиностроительной, строительных материалов, хлопкоочистки и переработки, легкой, пищевой и других отраслей.
В настоящее время 38 крупных промышленных предприятий, 7 930 малых промышленных предприятий, 446 совместных предприятий вносят достойный вклад в обновление жизни Ферганы и превращение её в процветающий мегаполис. Примеры включают Ферганский нефтеперерабатывающий завод (ФНПЗ), Производственное объединение «Азот», Акционерное общество «Кувасайский кварц», совместные предприятия «Евразийский ТАПО-Диск», «Автоойна» и «ДЭУ Текстил».
На предприятия и организации региона привлекаются иностранные инвестиции, на современном оборудовании производится качественная продукция мирового уровня. Они экспортируют нефть, хлопок, продукты питания, консервы, строительные материалы, автомобильные диски, запасные части, сельскохозяйственную продукцию и другие товары в зарубежные страны.
Реформы в хлопковом, зерновом, шелководческом, садоводческом и животноводческом секторах, которые являются основными отраслями сельского хозяйства в регионе, также дают положительные результаты. В сёлах построены дома городского типа, в самых отдаленных сёлах построены спортивные сооружения, музыкальные и художественные учреждения для молодежи.
Фергана является относительно крупным промышленным центром Узбекистана, занимая по объёму производства 2-е место после Ташкента.
В промышленном секторе особое место занимают химическая, нефтеперерабатывающая, пищевая, лёгкая, мебельная промышленность, производство строительных материалов, машиностроение и металлообработка, электроника.
Основными видами товаров индустрии являются нефтепродукты, сельскохозяйственные удобрения, стекло и изделия из него, цемент, различные электроприборы и механизмы, автозапчасти и т. д.
В городе функционируют 3-4 сравнительно крупных и около 20 малых и средних предприятий, среди них:
- «Ферганский нефтеперерабатывающий завод» (нефтяная промышленность);
- «Ферганаазот» (химическая промышленность);
- «Электромаш».

По итогам 2008 года все предприятия Ферганы произвели продукции почти на 639,1 млрд сумов (около 350 млн долларов США).

## Транспорт
В Фергане функционируют Центральный автовокзал и международный аэропорт. До 2003 года в городе действовала троллейбусная система.

## Образование

### Высшие учебные заведения
- Ферганский государственный университет,
- Ферганский политехнический институт,
- Ферганский филиал Ташкентского университета информационных технологий,
- Ферганский филиал Ташкентской медицинской академии.

### Профессиональные колледжи
- Ферганский педагогический колледж,
- Ферганский медицинский колледж,
- Ферганский налоговый колледж,
- Ферганский агропромышленный колледж,
- Ферганский городской колледж искусств,
- Ферганский профессиональный колледж нефтегазовой промышленности,
- Ферганский филиал Республиканского профессионально-технического колледжа для лиц с ограниченными возможностями,
- Ферганский профессиональный колледж компьютерных технологий,
- Ферганский колледж связи,
- Ферганский профессиональный колледж бытового обслуживания,
- Ферганский социально-экономический колледж,
- Ферганский индустриальный колледж,
- Ферганский машиностроительный колледж,
- Ферганский Академический лицей МВД,
- Киргулийский строительно-промышленный колледж,
- Киргулийский транспортный колледж.

### Академические лицеи
- Ферганский лицей (при ФерГУ),
- Ярмазарский лицей (при ФерПИ).

## Медицина
В городе функционируют 10 больниц на 649 коек. Всего насчитывается 29 амбулаторно-поликлинических учреждений и 6 сельских врачебных пунктов.

## Достопримечательности
- Ферганский областной краеведческий музей[14]
- Старая крепость
- Областной театр (бывший Дом губернатора)[15]
- Дом офицеров (бывшее Военное собрание)
- Административный корпус ФерГУ (бывшая мужская гимназия)[16]
- Ферганская соборная мечеть "Жоме Масжид" или "Янги Чек"

- Храм.
- Часовня.
- Аллея в центре города.
- Аллея в центре города.
- Река Сай.

## Религия
Особенностью вероисповедания в Фергане является разнообразие религий. Кроме мусульман, здесь проживают представители православной и католической церкви, христиане евангелистского толка, представители баптистской христианской церкви, иудеи, буддисты.
На территории Ферганы и Ферганской области получили официальное разрешение о регистрации около десяти различных религиозных организаций, которые вполне успешно функционируют в этой многонациональной среде. Эти организации представлены Ферганской городской церковью евангелистских христиан «Надежда», Ферганским городским храмом Сергия Радонежского, Немецкой лютеранской общиной, Римской католической церковью, церковью баптистских христиан и прочими религиозными организациями.
Мечети:
- Центральная соборная мечеть («Жоме Масжид»);
- Мечеть в Ярмазаре;
- Мечеть в Шакар-кишлаке;
- Мечеть в Джуйдаме;
- Мечеть в Беш-боле.

Зарегистрированные религиозные организации
- Храм Преподобного Сергия Радонежского;
- Часовня Святого Александра Невского;
- Ферганская городская церковь Евангелистских христиан «Надежда»;
- Римско-католическая церковь «Пресвятой Девы Марии»;
- Ферганская городская церковь Адвентистов седьмого дня;
- Ферганская городская церковь Евангелистских Баптистских христиан;
- Немецкая Евангельско-лютеранская община «Нело»;
- Ферганская городская церковь Христиан Веры Евангельской «Преображение»;
- Ферганская городская Еврейская община «ОР АВНЕР-ХАБАД».

## Культура
В городе функционируют ДК «Нефтчи» и Театрально-концертный дворец, возведённый в 2014 году. Детский кукольный театр «Ёшлик» был построен и открыт в 2013 году к Международному дню детей.
В городе работают 2 крупных театра — Ферганский областной узбекский государственный театр музыкальной драмы и комедии имени Юсуфа Кизик Шакаржанова и Ферганский областной русский драматический театр.
Из действующих есть лишь кинотеатр имени Навои (в центре города). Однако работают и несколько частных 3D-кинотеатров.
Фергана в кинематографе:
- Пятеро из Ферганы.
- Шайтанат.
- На солнечной стороне улицы.

Ферганская областная библиотека имени Ахмада Аль-Фаргони была открыта в 1899 году. Фонд библиотеки к моменту открытия составлял 853 книги.
С 1956 года началась активная работа по собиранию и пропаганде краеведческих материалов о Ферганской области — её истории, экономике, культуре, о выдающихся людях. Была создана краеведческая картотека. В настоящее время в ней собрано более 150 000 карточек о крае.
В 1970 году библиотека получила новое 3-этажное здание, рассчитанное на 500 000 томов. В тот же год она получила имя Ахмада Аль-Фаргони.
В 1980-е годы её фасад украсил выполненный в металле портрет Аль-Фаргони работы ферганского скульптора Айдера Алиева. Он изобразил учёного в полный рост с книгой в руке, взирающего на небо.
В результате наводнения в 1977 году основное книгохранилище, находившееся в цокольном этаже, оказалось залито водой. Погибло почти 2/3 фонда, который к тому времени насчитывал более 300 000 книг, брошюр и журналов.
Среди них находились несколько тысяч дореволюционных изданий, подшивки местных газет 1920—1930-х годов и другие ценности.

## Спорт
Благодаря независимости развивается узбекский спорт. Спорт становится всё популярнее во всех регионах страны. Тот факт, что в последние годы в Ферганской области появились чемпионы мира и Азии по различным видам спорта, свидетельствует о том, что физическая культура и спорт становятся всё более популярными среди ферганцев, особенно среди молодёжи. В 1991 году в Ферганской области было всего 17 стадионов, сейчас 46 759 футбольных полей и 33 современных теннисных корта. В Фергане построено множество спортивных сооружений, таких как теннисный комплекс «Истиклол», комплекс «Кимёгар», бассейн и стадион «Истиклол», оснащённые оборудованием, полностью отвечающим мировым стандартам.
В мае 2016 года в Фергане прошёл заключительный этап Универсиады-2016. Наряду с ферганскими спортсменами Сардором Умаровым, Хуршидом Ахмадалиевым, Гасаном Акбаралиевым команда области удостоилась 6 золотых и 9 серебряных медалей и заняла 2 место.
Ферганским спортсменам Б.Меликозиев, Э. Расулов, Э. Тунгускова, Д. Солиев, Д. Турдиалиев, Д. Ахмадхановым посчастливилось принять участие в XXXI летних Олимпийских играх в Рио-де-Жанейро, Бразилии. Боксёр Шахджахан Эргашев добился больших успехов в профессиональном боксе в США.

## Хокимы
1. Отабоев Алишер Абдужалилович (до 1997 года),
2. Рахматов Дилшод Баходирович,
3. Эргашев Авазхон Шокирович,
4. Эркабоев Шавкат Шакирович (с 1 декабря 2016 года[17] — до 15 октября 2018 года[18]),

## Известный исследователь Ферганы
Бронислав Людвигович Громбчевский (пол. Bronisław Grąbczewski, 1855—1926) — выдающийся российский разведчик и путешественник польского происхождения, военный стратег, мыслитель, востоковед и педагог, генерал-майор.
Занимался изучением стран и территорий Центральной Азии. Автор военно-стратегических, военно-географических, исторических и этнографических работ. Участник «Большой игры».
В последние годы — преподаватель военной географии и востоковедения в польских военных учебных заведениях. Оставил литературные труды, в которых описана Фергана конца XIX — начала XX веков.

## Города-побратимы
- Йонъин, Южная Корея.
- Новороссийск, Россия.
- Иваново, Россия.
- Черкассы, Украина
- Екатеринбург, Россия.